# Cantó de Le Grand-Lemps
El cantó de Le Grand-Lemps és un cantó francès del departament de la Isèra, situat al districte de La Tour-du-Pin. Té 13 municipis i el cap és Le Grand-Lemps.

## Municipis
- Apprieu
- Belmont
- Bévenais
- Biol
- Bizonnes
- Burcin
- Châbons
- Colombe
- Eydoche
- Flachères
- Le Grand-Lemps
- Longechenal
- Saint-Didier-de-Bizonnes

## Història
| Data d'elecció                           | Identitat            | Partit        | Qualitat |
| ---------------------------------------- | -------------------- | ------------- | -------- |
| 1985-1988                                | Pierre Barnier       | Divers droite |          |
| 1992-1998                                | Alain Rossot         | Divers droite |          |
| 1998-                                    | André Colomb-Bouvard | PS            |          |
| les dades anteriors no són pas conegudes |                      |               |          |
|                                          |                      |               |          |

| 1962  | 1968  | 1975  | 1982  | 1990   | 1999   | 2007   |
| ----- | ----- | ----- | ----- | ------ | ------ | ------ |
| 8.130 | 8.482 | 8.791 | 9.794 | 11.378 | 12.173 | 14.356 |